# I. Ferdinánd magyar király
I. Ferdinánd (Alcalá de Henares, Kasztília, 1503. március 10. – Bécs, Ausztria, Német-római Birodalom, 1564. július 25.), Ausztria főhercege 1521-től, Magyarország és Csehország királya 1526-tól, német király 1531-től, valamint a Német-római Birodalom császára 1556-tól 1564-ben bekövetkezett haláláig. Trónra kerülése előtt testvére, V. Károly német-római császár nevében a Habsburg-ház örökös tartományait kormányozta. Ő volt az utolsó német király, akit az aacheni dómban koronáztak meg. 
Ferdinánd Szép Fülöp és Kasztíliai Johanna negyedik gyermeke egyben második fia volt. A kezdetben osztrák főhercegi címet viselő Ferdinánd szeretett felesége, Magyarországi Anna, valamint testvére, Ausztriai Mária és a korábban megkötött Habsburg–Jagelló házassági szerződés (1506) értelmében tartott igényt a magyar és a cseh trónra. Bátyja idővel szétosztotta birodalmát Ferdinánd és legidősebb fia, Fülöp között. Utóbbi örökölte a spanyol területeket, míg Ferdinánd a császári címet és az örökös tartományokat.
Uralkodásának két legjelentősebb eleme az Oszmán Birodalommal való konfliktus, valamint a protestáns reformáció, amely több vallásháborút is eredményezett országaiban. Visszahozta nagyapja, I. Miksa császár főbb újításait, köztük a birodalmi udvari kancelláriát, valamint életbe léptette az 1848-ig fennálló Udvari Haditanácsot, ami a Birodalom legfőbb katonai döntéshozó szerve lett. Magyarországi politikáját meghatározta a Szapolyai Jánossal szemben az ország irányításáért folyó küzdelem, és az ennek következtében kialakult polgárháborús konfliktus. Katonai jelenlétével és a végvárrendszer kiépítésével megakadályozta, hogy az egész Magyar Királyság török kézre kerüljön.
A birodalmi ügyekhez, köztük a kormányzáshoz, a diplomáciai és a vallási kérdésekhez testvérével, V. Károllyal szemben sokkal rugalmasabban, mérsékelt és toleráns politikát folytatva állt. 1564-ben bekövetkezett halálát követően legnagyobb ellenfele, I. Szulejmán szultán azt mondta: „Benne valóban igazságos, becsületes fejedelmet vesztettek népei”. Ferdinánd jelmondata latinul: Fiat justitia et pereat mundus, ami magyarul annyit tesz: „Legyen igazság, még ha belepusztul is a világ”.

## Gyermekkora

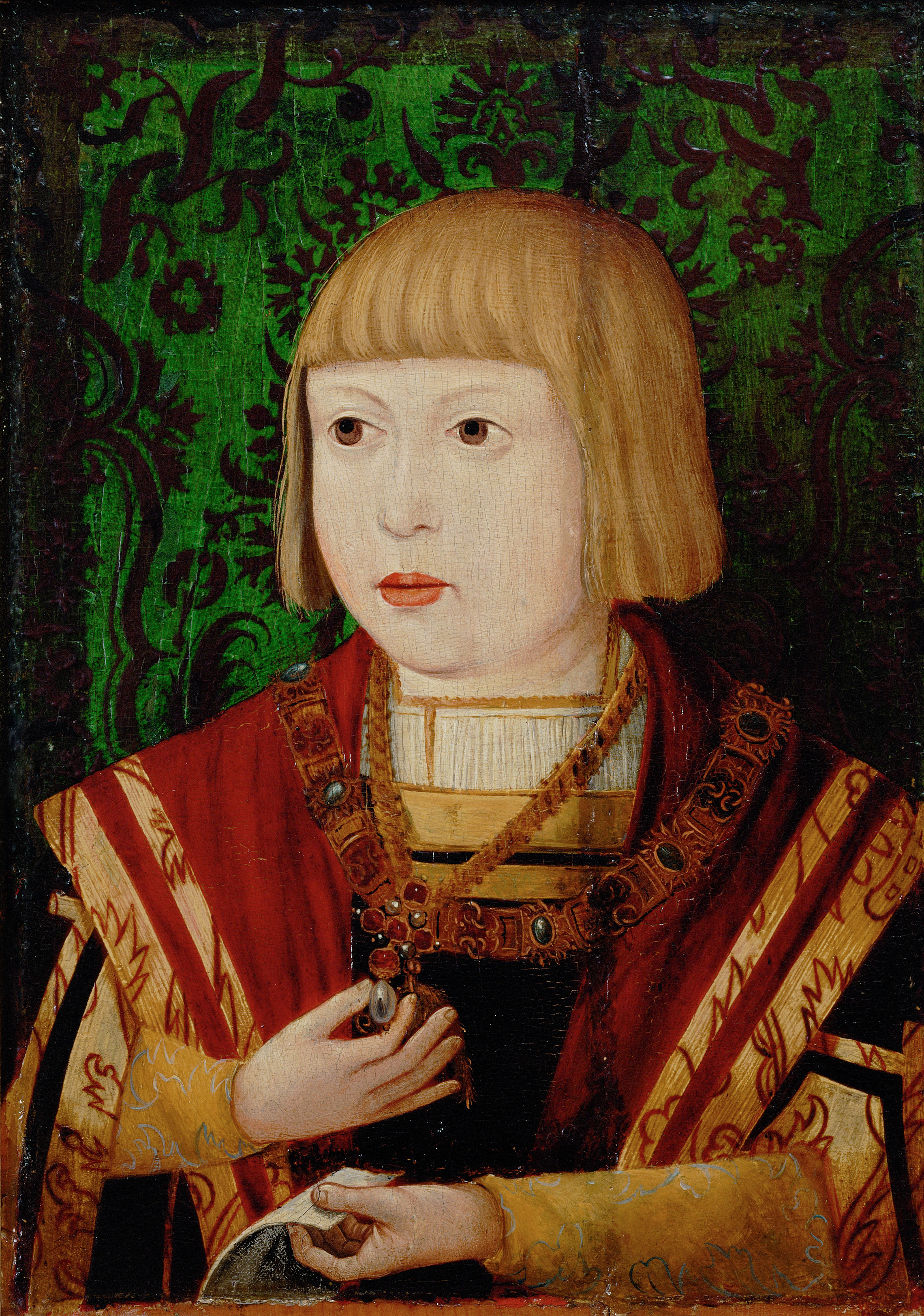
A gyermek Ferdinánd

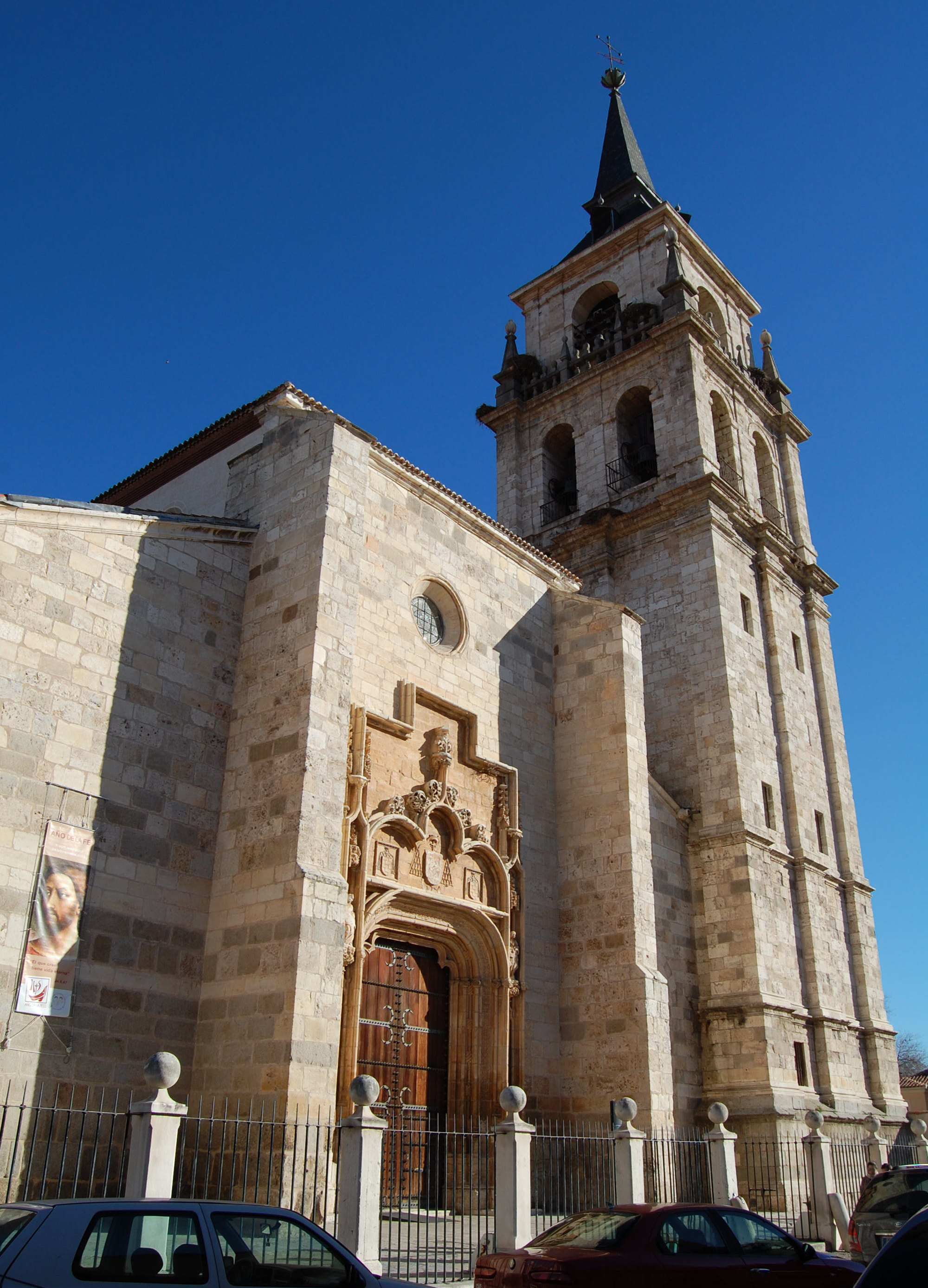
A Szent Gyermekek Justus és Pastor Katedrálisa Alcalá de Henaresben

1503. március 10-én este 9 és 10 között született Alcalá de Henaresben Francisco Jiménez de Cisneros bíboros toledói érsek palotájában, ahol a kasztíliai udvar is tartózkodott akkor. Apja, Szép Fülöp nem várta meg a születését; három hónappal korábban, 1502 decemberében visszatért Németalföldre. A szülés fájdalommentes volt, mint Johanna infáns–főhercegnő mindegyik szülése, akinek Ferdinánd a negyedik gyermeke volt, és az első, aki nemcsak hogy szülőhazájában, Kasztíliában fogant, hanem ott is látta meg a napvilágot, éppen azon a napon, amikor anyai nagyapja, II. Ferdinánd aragóniai király is született 51 évvel korábban. Nagyapja sem volt jelen a születésénél, aki ekkor éppen örökölt királyságában, Aragóniában tartózkodott. I. Izabella királynő rögtön utána udvarhölgyei társaságában meglátogatta gyermekágyas lányát és újszülött unokáját. Az örömteli eseményt ebéd és lándzsajáték (juego de cañas) követte.
A keresztelőjét a hosszú esőzések miatt csak március 25-én tartották meg Alcalá de Henaresben A Szent Gyermekek Justus és Pastor Katedrálisában (Catedral de los Santos Niños Justo y Pastor de Alcalá de Henares), és anyai nagyapja nevét kapta. A kis Ferdinánd júliusig maradt Alcalá de Henaresben, amikor is az udvar Madrid érintésével Segoviába utazott. Itt szakadt el az anyjától, aki vissza akart térni a férjéhez Németalföldre, és ezen összekülönbözött az édesanyjával, Izabella királynővel. Azért, hogy Johanna ne tudja magával vinni a csecsemő Ferdinándot Flandriába, Izabella Arévalóba vitette az unokáját 1503 őszén, aki így elszakadt az udvartól. Ekkortól már ismeretes Ferdinánd infáns kamarája. Dajkája többek között Catalina de Hermosilla volt, orvosa pedig Juan de Parra, aki később Németalföldre is elkísérte. 1504. november 26-án meghalt a nagyanyja, Katolikus Izabella, és a gyermek kasztíliai infáns gondozása szülei távollétében már a nagyapjára hárult. 1505-ben Ferdinánd király az unokája udvarmesterévé nevezi ki Pero Nuñez de Guzmánt, Álvaro de Osoriót pedig első káplánjává, aki megírta Ferdinánd gyermek- és ifjúkorát.
1506-ban szülei megérkeztek Kasztíliába elfoglalni a trónt, és a több mint 3 éves kis infáns csak most ismerhette meg valójában a szüleit, anyját, akitől öthónaposan elszakadt, és az apját, aki még sohasem látta másodszülött fiát. 1506 júliusában apja Arévalóból Valladolidba hozatta a kisfiát, hogy a közelükben lehessen, de a királyi pár Johanna szeszélyéből egy, a város melletti kis helységben, Tudela de Dueróban szállt meg, ahonnan az apja többször is meglátogatta őt Valladolidban. Osorio leírja, hogy azt elmondani nem lehet, mennyire örült a kisgyerek, amikor meglátta az édesanyját. Testvéreit ekkor sem láthatta még, mert őket szüleik Németalföldön hagyták nagynénjük, Ausztriai Margit főhercegnő felügyelete alatt.
1506. szeptember elején az udvar Burgosba utazott, és Fülöp Valladolidból Simancasba vitette a fiát. A gyermek Ferdinánd udvarmestere, Pero Nuñez de Guzmán itt értesült 1506. szeptember 24-én Fülöp király haldoklásáról, és ezért védelmi készültségbe helyezte a várost annak megakadályozására, hogy esetleg Ferdinándot megszöktessék. Másnap, szeptember 25-én fegyveresek érkeztek Simancasba Diego de Guevara, Fülöp tanácsosa vezetésével, aki Ferdinándot követelte Fülöp király állítólagos parancsára, de Pero Nuñez nem hitt az írás valódiságában. A kis Ferdinánd pedig közben mivel minden fegyvercsörgést játéknak fogott fel, így egész délelőtt gyerekpáncélban futkosott körbe-körbe, és nem akart megválni kis lándzsájától. Ezen a napon halt meg az apja Burgosban. Időközben megérkezett Pero Nuñez fivére, Diego Ramírez de Guzman, Catania püspöke is a Valladolidban székelő kasztíliai legfelsőbb bíróság (Real Audiencia y Chancillería) bíráival együtt fegyveresek kíséretében, és ők is Ferdinándot követelték. Végül másnap, szeptember 26-án megegyeztek Ferdinánd átadásában, amiről a mai napig fennmaradt közokirat tanúskodik. Ferdinánd újra Valladolidba került a legjelentősebb kasztíliai királyhű intézmények védelme alá, megakadályozandó, hogy felhasználhassák mint lehetséges trónrajelöltet, vagy Németalföldre szöktessék.

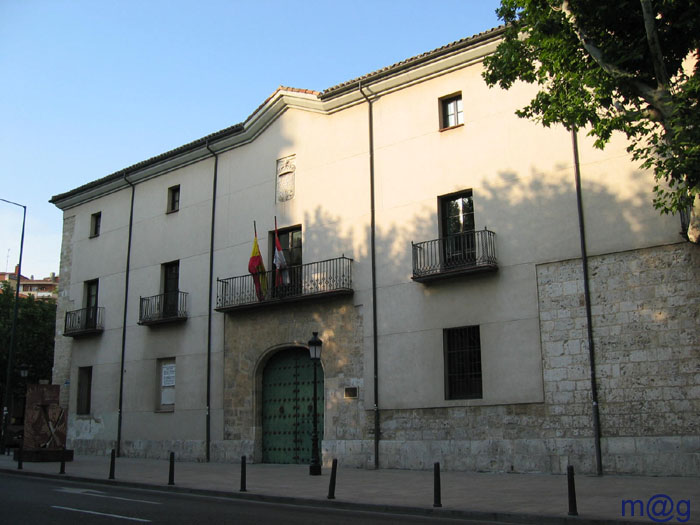
A Vivero-ház Valladolidban

Ferdinándot Valladolidban először Alonso Pérez de Vivero házában szállásolták el. Ferdinánd infáns káplánja, Álvaro de Osorio haladéktalanul értesítette a kis herceg anyját, a Burgosban férjét gyászoló Johanna királynőt, aki ugyan nem fogadta, de a kasztíliai királyi tanács rábólintott a döntésre. Néhány nappal később a Colegio de San Gregorióba költöztették át a gyermeket. Diego de Guevara, Fülöp volt tanácsosa itt is megpróbálta kieszközölni Ferdinánd kiadását, de eredménytelenül. Ennek ellenére az a hír kapott szárnyra országszerte, hogy Ferdinándot Flandriába szöktették. A királynő ekkor még Francisco Jiménez de Cisneros bíborosra és a koronatanácsra bízta gyermeke gondozását, de a következő évben, 1507 júniusában már arra utasította Pero Nuñezt, hogy a fiát vigye el őhozzá. Ferdinánd ekkor Hornillosba költözött, és négyévesen megismerte nemrég született kishúgát, Katalint. Ferdinánd számára haláláig maradandó emlék maradt ez az itt-tartózkodás, amikor gyászruhába öltöztették, és folyton elhunyt apjának a gyászszertartásán kellett részt vennie, ahol a mindig égő fáklyák örökre bevésődtek az emlékezetébe, amelyek egyszer majdnem felgyújtották a templomot és apja koporsóját. 1507 októberében édesanyjával, húgával és apja holttestével Arcosba mentek át, és Burgos püspökének nyári rezidenciáján szálltak meg. Apja koporsóját természetesen a templomban helyezték el.
A kis Ferdinánd folyton a házba volt bezárva, nem mehetett ki az udvarra sem, és csak az ablakból figyelhette, ahogy a gyerekek kint az utcán játszottak. A krónikás Osorio szerint a táplálkozása is rendezetlen és silány volt, aminek ellentmond egy 1508. február 23-án történt élelmiszer-beszerzés Johanna udvara számára. A tételek között szerepel többek között tyúk, kappan, kolbász, tojás, zöldség, tej, méz, szalonna és kenyér. Osorio nem említi a politikai okokat, de a kis Ferdinándot a nagyapja, Ferdinánd király arra hivatkozva vette el a régensi tisztséget egy évvel korábban az apjára ruházó királynőtől 1508 nyarán, hogy a kisgyermek egészsége és élete miatt aggódik, amit Johanna egykedvűen vett tudomásul. Az ötéves kis Ferdinánd ekkor nagyapjához, II. Ferdinánd királyhoz került, aki októberben Hispania déli részébe tartó útjára magával vitte unokáját. Meglátogatták azokat a vidékeket, ahol felkelések robbantak ki Johanna híveinek vezetésével II. Ferdinánd uralma ellen, amelyeket a katolikus király keményen megtorolt. A rendkívül népszerű kis Ferdinándot mindenhol a kasztíliai infánsnak kijáró nagy rokonszenvvel fogadták. Córdobában váltólázban megbetegedett a kis infáns–főherceg, amely két évig kínozta őt, mire ki tudott gyógyulni belőle. 1509 elején meglátogatták nagyanyjának szülőhelyét, Madrigalt, ahol találkoztak nagyapjának két házasságon kívül született, apácának állt lányával, akik örömmel üdvözölték unokaöccsüket. Valladolidba visszatérve Aragóniai Ferdinánd ekkor zárta be örökre a közeli Tordesillasba őrültté nyilvánított lányát, de azt nem tudni, látta-e ekkor az anyját a kis Ferdinánd.
1510-ben Madridba került, ahol nagyapja mellett, annak második felesége, a Habsburg Ferdinándnál is jó tíz évvel idősebb Germaine de Foix királyné is ott tartózkodott. Ebben az évben a gyermek Ferdinánd állapotában is javulás állt be. 1511 elején nagyapjával és Germána királynéval együtt újra Sevillába utaztak. Ekkor már teljesen egészséges volt. Június 21-én indultak vissza, és augusztus elején érkeztek Burgosba.
Habsburg Ferdinánd csak 14 éves korában találkozott életében először a nála 3 évvel idősebb bátyjával, Károllyal, mivel ő maga Kasztíliában nevelkedett, míg Károly Németalföldön. Mint minden Habsburg, ő is katolikus volt, Kasztíliában pedig külön hangsúlyt fektettek a katolikus nevelésre. A spanyol udvarban mindent a túlzásba vitt szigorú vallásosság határozott meg, például mindenki csak fekete ruhát hordhatott. Ennek ellenére mégis Ferdinándnak kellett többször a protestánsokkal szembeni türelemre inteni bátyját, és fia, Miksa sem részesült igazi katolikus nevelésben. Anyanyelvként Ferdinánd a spanyolt beszélte, így később Közép-Európában nyelvi gondjai akadtak alattvalóival. Mindkét testvér örökölte a Habsburgok külső családi jegyét, a jellegzetesen széles állkapcsot.

## Útja a trónig
A kasztíliai nemesség egy része Aragóniai Ferdinánd halála (1516) után azt szerette volna, ha az ifjabbik unoka, Ferdinánd foglalja el a trónt, és nem a számukra ismeretlen Károly. Ez volt Ferdinánd kívánsága is, de végakaratában elmulasztotta ennek kinyilvánítását. A hivatalos trónöröklés rendje szerint az elsőszülöttség elve volt érvényben. Ennek értelmében Károlyt ismerte el a kasztíliai Cortes és az aragón Corts is örökösnek. Károly 1517-ben érkezett Németalföldről Spanyolországba. Ferdinánd segítette bátyját a spanyol viszonyok megismerésében, és hűségesen támogatta őt. A becsvágyó Károly vetélytársának tekintette öccsét, azonnal eltávolította őt királyságából. Németalföldre küldte, ahol nagynénjük, Habsburg Margit főhercegnő kormányzott. Ferdinánd 1518-ban örökre elhagyta szülőhazáját.
A Habsburg Birodalom ekkor érte el legnagyobb kiterjedését: hozzátartozott a két fő spanyol királyság: Kasztília és Aragónia, valamint a Német-római Császárság koronája, Németalföld, a Szicíliai és a Nápolyi Királyság, Ausztria, Stájerország, Karintia, Tirol, Krajna és az újonnan szerzett amerikai gyarmatok. (Az ősi svájci birtokok már évszázadok óta elvesztették jelentőségüket, majd a svájci szabadságharc után gyakorlatilag ki is kerültek a család fennhatósága alól.)
Nagyapjának, Miksa császárnak elhunyta (1519) után Ferdinánd bátyja, Károly lett a császár, akit a birodalmi gyűlések küzdelmeiben Ferdinánd is támogatott. Károly eleinte jelentős győzelmeket aratott a franciák és szövetségeseik, a törökök felett. Később azonban egyre több csalódás érte, nem bírt egyszemélyben egy ekkora birodalom élén állni, és egyenként lemondott koronáiról fia, Fülöp és öccse, Ferdinánd javára. Fülöp nem bocsátotta meg soha, hogy apja nem rá hagyta minden országát, főleg a német-római császári cím elvesztése fájt neki.
1521-ben, a viharos wormsi birodalmi gyűlés alkalmával Ferdinándot bátyja helyettesítésével bízták meg, Károly (gyakori) távollétei esetére. Károly itt, Wormsban, 1521. április 28-án bízta meg öccsét a birodalom keleti tartományainak Ausztriának, Stájerországnak, Karintiának és Krajnának irányításával (első felosztási szerződés). Ezzel sem Ferdinánd, sem Ausztria rendjei nem értettek egyet, mert így Friuli, Görz, Trieszt és az Ortenburgi grófság Belső-Ausztriáról leválasztva, Tirollal együtt V. Károly birtoka maradt volna. Török támadás esetén Ferdinánd birtokai veszélyes helyzetbe kerülnek. Ezért a második (brüsszeli) felosztási szerződésben, 1522. február 7-én Ferdinánd megkapta egész Belső-Ausztriát és Tirolt is, sőt Károly átengedte neki a meghódított Württemberg hercegségét is. A brüsszeli szerződés kimondta, hogy Ferdinánd halála után a neki juttatott tartományok visszaszállnak a spanyol királyságra, de ezt nem érvényesítették. (Az elűzött Württembergi Ulrik herceg 1534-ben hódította vissza saját fejedelemségét).

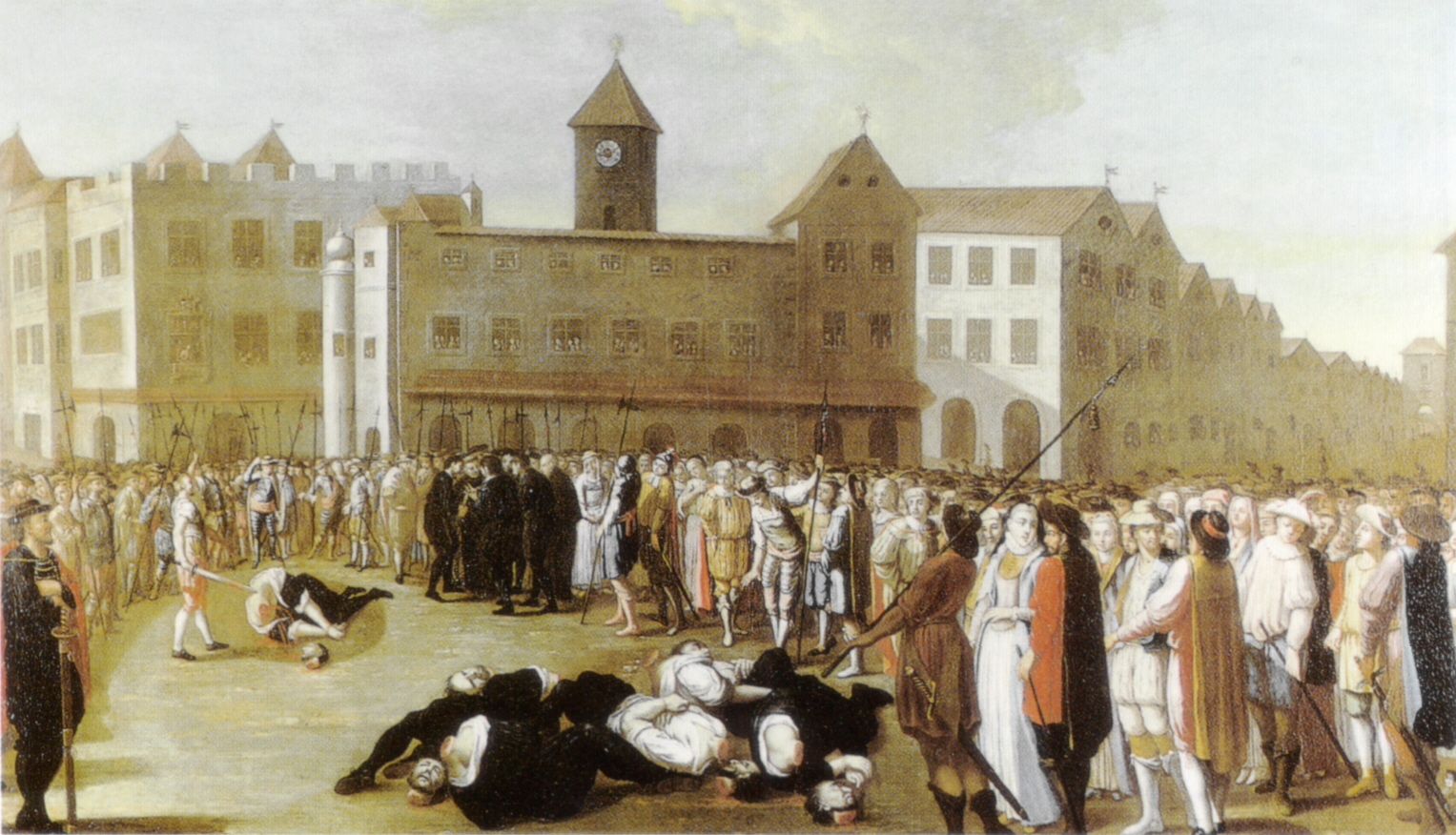
A bécsújhelyi magisztrátus tagjainak kivégzése (1522. augusztus)

Ferdinánd számára azonban teljesen idegen volt a keleti, hatalomra vágyó nemesség, neki a hispániai abszolút királyi hatalom volt természetes. Ebből konfliktusok adódtak, amit az is fokozott, hogy az ifjú uralkodó még csak éppen elkezdte a német nyelv tanulását. A rendek ragaszkodása jogaikhoz feldühítette Ferdinándot, aki 1522 augusztusában Bécsújhelyen jó spanyol szokás szerint több nemesembert, a megválasztott magisztrátus tagjait kivégeztette (Wiener Neustädter Blutgericht). Ezután létrehozta a saját közvetlen ellenőrzése alatt álló öttagú Titkos Tanácsot, mely később is fontos támasza volt a Habsburg uralkodóknak.
I. Miksa császár még 1515-ben kötötte meg a Habsburg–Jagelló házassági szerződés értelmében a kettős eljegyzést vagy esküvőt II. Ulászló magyar és cseh királlyal, amelynek értelmében valamelyik unokája majd feleségül veszi Ulászló leányát, Annát. Ahogy ez ebben a korban gyakran előfordult, az ifjú pár nem is találkozott az esküvőig. A menyegzőt 1521. május 25-én tartották Innsbruckban. Anna pont egyidős volt Ferdinánddal, 1503. július 23-án született. Apai ágon ő maga, és a felesége ágán az utódai is az Árpád-ház leszármazottai voltak. A Ferdinándot követő összes Habsburg császár-király az ő leszármazottja volt, akik ezen házasságból kifolyólag többszörösen is rokonságban álltak az Árpádokkal. Egyrészt a Habsburg Ferdinánd őse, I. Rudolf német király ősanyja Zsófia szász hercegné volt. Másrészt a Jagelló Anna magyar királyné révén, akinek üknagyanyja, Cillei Borbála magyar királynénak a szépnagyanyja Magyarországi Katalin szerb királyné volt, főleg pedig azért, mert a Habsburgok spanyol és osztrák ága többszörösen is rokonságba került a XVI., és a XVII. század folyamán.
Ferdinándnak felesége, Anna három fiút és tizenkét lányt szült. Az első gyermek, Erzsébet 1526. június 9-én született. Ezután egy évvel következett Miksa, Ferdinánd örököse (1527. július 31.), majd Anna (1528. július 7.), Tiroli Ferdinánd, Katalin, Stájer Károly (1540. április 3.). Anna legutolsó lánya, Johanna születésénél halt meg, 1547-ben. Anna a 26 éves házasság alatt szinte folyamatosan várandós volt.
Az 1526-os esztendő szintén sorsfordító volt Ferdinánd számára. Ekkor ugyanis elesett a mohácsi csatában Anna testvére, II. Lajos, aki Csehország és Magyarország királya volt. Bár II. Lajos nagybátyja, I. Zsigmond lengyel király volt a magyar trón törvényes örököse, Ferdinánd kezdettől fogva az öröklés jogcímén tartott igényt Magyarországra és a cseh tartományokra. A magyar országgyűlés, valamint a cseh, morva és sziléziai rendek a „szegény sógor” halála után Ferdinándot választották királyuknak. Ez a választás azonban csak Csehországban volt ilyen egyöntetű; Magyarországon ugyanis két részre szakadt a nemesség. A köznemesi párt Szapolyai Jánost választotta János néven királyává, akit a Habsburgok nagy ellensége, I. Ferenc francia király is támogatott. Az udvari párt 1526. december 17-én Ferdinándot kiáltotta ki uralkodóvá a pozsonyi országgyűlésen. Ferdinánd erről így emlékezett meg egyik levelében: „… tisztán, szabadon és önkéntesen fogadott, választott és nyilvánított Magyarország törvényes és igaz királyának.”[forrás?]
A köpcsényi esküben fogadalmat tett, hogy megtartja Magyarország törvényeit és szokásait.

## Ferdinánd uralkodása Magyarországon

### Koronázása
A koronázást 1527. november 3-án tartották Székesfehérvárott Podmaniczky István nyitrai püspök közreműködésével, mivel ő volt a rangidős főpap, amíg az esztergomi érsek és veszprémi püspök nem volt felszentelve. A felesége, Jagelló Anna királyné koronázására másnap, azaz november 4-én került sor, szintén Székesfehérváron, és akit szintén a nyitrai püspök koronázott meg a fent említett okok miatt. Ez volt az utolsó székesfehérvári királykoronázás.

### János és Ferdinánd küzdelmei a váradi békéig
Szapolyait az székesfehérvári országgyűlés 1526. november 10-én egyöntetűen megválasztotta Magyarország királyának, majd egy nappal később Székesfehérvárott meg is koronázták. Ferdinánd megválasztására ugyanezen év decemberében került sor Pozsonyban, koronázására csak 1527 novemberében került sor. Az ország túlnyomó része ekkor Szapolyai befolyása alatt állt. Ferdinánd mindent megtett, hogy ténylegesen is birtokába jusson a korona, még a törökkel is felvette a kapcsolatot, hogy támadják hátba Szapolyait, amennyiben harcra kerül sor. Később azzal próbálta lejáratni János királyt, hogy már 1526 előtt biztosan kapcsolatban állt a törökökkel és a törökkel kötött szövetségével az Oszmán Birodalom új vazallusává tette Magyarországot.
I. János és Ferdinánd között háború tört ki az ország uralmáért. A harcot még 1526 végén Cserni Jován kezdte meg, aki Ferdinánd táborába állt, bár leverték, de a két király közti igazi háború ezután vette kezdetét. Ferdinánd hívei abban bíztak, hogy királyuk bátyja és más országai segítségével végleg legyőzi a törököket. A hadiszerencse 1527-ben nekik kedvezett, Ferdinánd tízezer fős német zsoldosserege először a Tiszántúlra, majd Lengyelországba szorította I. Jánost. A lengyel király diplomáciai okokból semlegességre törekedett, de engedélyezte Szapolyai számára, hogy lengyel zsoldosokat toborozzon. Jánost azonban másodszor is legyőzte Ferdinánd számbeli fölényben lévő serege, ezért az kénytelen kelletlen a törökökkel is szövetkezett, hogy hatalmát visszaszerezze. I. Szulejmán szultán támogatta Jánost, hiszen az ő érdekei azt kívánták, hogy Magyarország gyenge, megosztott, polgárháborútól tönkretett országgá váljon. 1529-ben I. János vissza is tért Magyarországra és a belgrádi pasa segítségével visszahódította Erdélyt és a Tiszántúlt. Közben Ferdinánd Erdélyben csatát vesztett a moldvaiakkal szemben és már akkor bebizonyosodott, hogy nem lesz képes megvédeni az országot a törököktől.
1529. július 19-én Mohácsnál Szapolyai találkozott a szultánnal és seregével. Itt a török források szerint kézcsókkal fogadta Szulejmánt. Ezzel a katonai erővel János visszaszorította Ferdinándot. A törökök Buda elfoglalása után Bécs felé vonultak. Bécs falai alatt azonban a szultán serege súlyos vereséget szenvedett. Ferdinánd ezután ellentámadásba kezdett; 1530-ban csapatai Wilhelm von Roggendorf vezetésével ostrom alá vették Budát, ám később kénytelenek voltak felhagyni a sikertelen küzdelemmel.

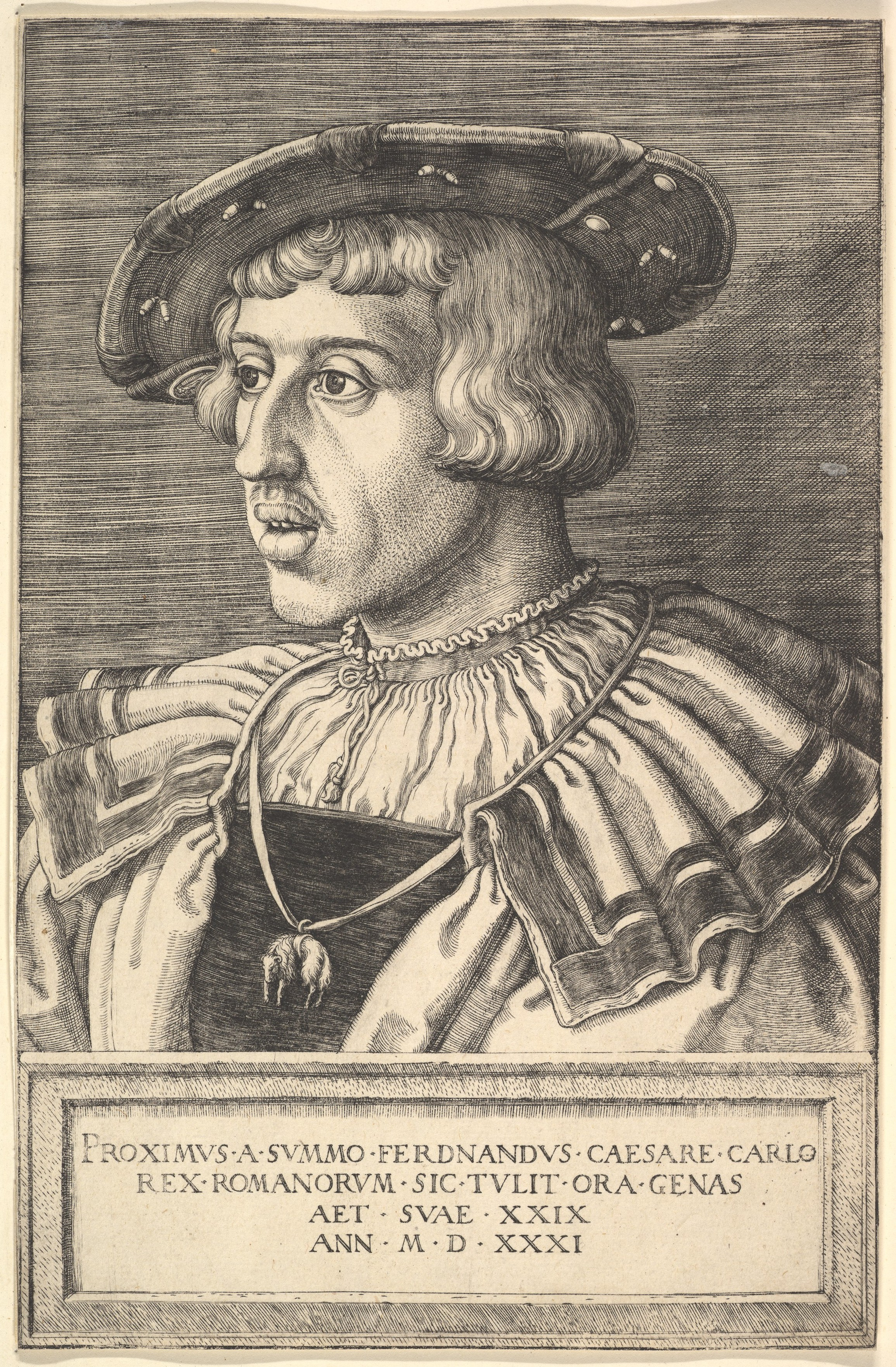
Ferdinánd 1531-ben mint római király

1530-ban római királlyá koronázták Ferdinándot. Ez a cím ugyan semmilyen birtokkal nem járt, de ez volt a német-római császári címet megelőző „lépcsőfok”.
1532-ben a szultán ismét Bécs elfoglalására indult. Az előrenyomulás azonban politikai okokból leállt, mivel a török szultán értesült a Bécs alatt állomásozó (leginkább V. Károly pénzén felállított) zsoldosok számáról, és megtorpant Kőszegnél. A kőszegi vár ostroma nem volt igazán erélyes, mivel egyfelől a hadiszezon a vége felé közeledett, másfelől a Bécs védelmére felvonult császári csapatok gondolkodóba ejtették a törököket. A történetírás sokszor említi, hogy Kőszeg kicsiny vára és Jurisics Miklós várkapitány állította meg a török sereget, ennek azonban az erőviszonyokat tekintve nem sok alapja van.
Ferdinánd mindenre hajlandó lett volna, hogy az országot megszerezze. Propagandával próbálta Jánost befeketíteni az európai államok előtt. Szulejmánnál ráadásul évi adó fizetésébe is belement volna Magyarországért cserébe, s többször igyekezett hamis bizonyítékokkal azt elérni, hogy a szultán forduljon szövetségese ellen, aki azonban már szinte a vazallusává vált.
A szultántól igyekezett eltéríteni a moldvai fejedelmet hasztalanul, mert az szinte végig részt vett a Habsburgok elleni harcban. Közben az egyik portai politikus Lodovico Gritti titokban közeledni próbált felé és Ferdinánd abban reménykedett, hogy vele végre sikerült kivonni az útból Szapolyait. János Grittit kormányzónak tette meg és sokat köszönhetett neki uralma fenntartására nézve, hanem amikor hírét vette, hogy tárgyal a Habsburgokkal és fenyegeti őt is, akkor a két király erdélyi hívei összefogva harcban félreállították Grittit. Halálát is próbálta ürügyként felhozni Ferdinánd a Portánál, de a szultán érdekeinek megfelelően ezt a „kis eltévelyedést” megbocsátotta Jánosnak.

### Az isztambuli béke
1533. június 22-én megkötötték a várva várt békét Szulejmán és a Habsburg fivérek között. A szultán gyermekeivé fogadta Ferdinándot és Habsburg Máriát, elfogadta Ferdinánd magyarországi területszerzését, de utóbbinak az általa birtokolt magyar területekért évi 30 ezer aranyat kellett fizetnie, s a Porta nyomására el kellett ismernie Szapolyai Jánost Magyarország királyaként.
A békekötést a Habsburg-hű magyarok nagy felháborodással fogadták. Nyilvánvalóvá vált, hogy Ferdinánd a bátyja, V. Károly pénzügyi és fegyveres támogatása nélkül nem képes támadó háborút indítani a török ellen. V. Károly számára a magyar háború ügye sokadlagos volt a francia királlyal való rivalizálás, a protestantizmus terjedése, a Német-római Birodalom belső problémái vagy akár a mediterráneumi hadszíntér mellett.

### A váradi béke
Ferdinánd és János hosszú küzdelem után elismerte, hogy egyikük sem tudja legyőzni a másikat, így 1538. február 24-én Váradon a két uralkodó titkos megállapodást kötött. A szerződés két részre osztotta az országot: a keleti rész Szapolyaié, a nyugati Ferdinándé. Ezen kívül kimondta, hogy I. János halála után az egész ország Ferdinándra száll. Szapolyai ekkor már idős volt, és sem felesége, sem fia nem lévén, elfogadta ezt a szerződést. A szerződésbe (a biztonság kedvéért) azért belevették, hogy ha esetleg Jánosnak fia születne, akkor kárpótolni kell őt egy német hercegséggel. A megállapodás mindkét fél miatt titkos volt, ugyanis ez sem Szulejmán szultánnak, sem V. Károlynak nem tetszett volna.
Ferdinánd azonban mindenről tájékoztatta Szulejmánt. Arra számított, hogy a szultán megvonja a segítséget ellenfelétől, ha rájön az árulásra. Ez így is történt, ám az 52 éves Szapolyai János meghiúsította Ferdinánd terveit: feleségül vette Izabellát, a lengyel királylányt, majd fiuk született, de ez a frigy nem sokáig tartott; 1540-ben János szívszélhűdésben meghalt. Halálos ágyán megeskette hű tanácsadóját, Fráter Györgyöt, hogy nem tartja be a váradi béke passzusát, hanem fiát, Jánost juttatja a trónra. György barát nagyon ügyes politikus volt. Állítólag Ferdinánd egyszer úgy nyilatkozott róla, hogy neki mindene megvan, ami Szapolyai Jánosnak, csak „azt a barátot”, azt irigyelte tőle.

### Buda elvesztése

Ferdinánd sereggel jött azért, amit szépen nem adtak neki. Az 1541-es budai ostromot szintén Roggendorf vezette, 30 000 német zsoldos vonult a csecsemő király ellen. Fráter György segítséget kért a szultántól, de mire a hatalmas török sereg megérkezett, a magyarok már legyőzték a német katonákat. I. Szulejmán csellel elfoglalta Budát, és kivette a magyar király fennhatósága alól. Magyarország ezzel három részre szakadt: a Magyar Királyság (Nyugat-, Északnyugat-Magyarország) Ferdinánd uralma alatt, a középső területek a törökök fennhatóságában (Budai pasalik), míg az Erdélyi Fejedelemséget a szultán „nagylelkűen” átengedte Jánosnak (akit legtöbbször János Zsigmond néven emlegetnek), illetve kiskorúsága idejére Izabellának és Fráter Györgynek.
Ferdinánd a további török terjeszkedéstől (jogosan) tartva megerősíttette és korszerűsíttette a magyar végvárakat. Mivel a végvárrendszer fenntartására sem voltak elegendőek a magyarországi adóbevételek, ezért a Német Birodalmi Gyűlés hatalmas összegekkel támogatta Magyarországot. A Habsburgok szorult anyagi helyzetükben hatalmas kölcsönöket vettek fel a Fugger-bankháztól, a Habsburgok finanszírozóitól, akiknek nevéből ered a magyar fukar szó. Az anyagi fedezetek között szerepeltek például a felvidéki sóbányák is. A Habsburg-család (se az osztrák, se a spanyol Habsburgok) azonban sohasem tudta kifizetni hatalmas adósságát, és ezzel a Fugger-bankházat is teljes csődbe vitték.

### A gyalui egyezmény és következményei
Fráter György Buda elfoglalása után úgy gondolta, hogy az országot Ferdinánd jogara alatt kell egyesíteni. Gyalu várában ismét megegyezés született Ferdinánd és az elhunyt János király tanácsosai között, melynek értelmében Fráter György és hívei elismerik Ferdinánd királyságát, ha egyesíti Magyarországot. 1542-ben Ferdinánd, a gyalui egyezmény értelmében, 40 000 német zsoldossal megpróbálta visszafoglalni a törököktől Budát. Ez az „ostrom” sikertelen maradt (a birodalmi sereg gyakorlatilag harc nélkül visszavonult). Maga Ferdinánd így nyilatkozott róla: „Nem hiszem, hogy a Birodalmat érte valaha ekkora szégyen és gyalázat.”
Az ostromot követő török hadjáratokban (1543–45) elesett Pécs, Esztergom, Tata, Fehérvár, Visegrád, Nógrád és Hatvan is. 1547-ben a drinápolyi szerződésben öt évre szóló békét vásárolt Szulejmántól. Ez a szerződés elismerte a törökök foglalásait.

### Sikertelen egyesítési kísérlet 1551-ben
1549-ben Ferdinánd és György barát ismét megkísérelték Erdély egyesítését a Magyar Királysággal. A nyírbátori szerződés kimondta, hogy Ferdinánd megkaphatja Erdélyt és a hozzá tartozó területeket, ha János Zsigmondnak ad két sziléziai hercegséget és 25 000 forintot, anyjának, Izabellának pedig 100 000 aranyat fizet. A megállapodást házassággal akarták megpecsételni. A 11 éves Jánost eljegyezték Ferdinánd legkisebb leányával, a 4 éves Johannával. Ferdinánd azonban addig nem volt hajlandó elfogadni ezt, amíg a protestáns János fel nem veszi a katolikus vallást. Ez viszont János Zsigmond (jobban mondva édesanyja, Izabella és a protestáns urak) számára elfogadhatatlan volt. A menyegzőből így semmi sem lett, Ferdinánd pedig 1551-ben Castaldo nevű olasz hadvezérét 8 000 spanyol és német katonával Erdélybe küldte. Fráter György, akit a király esztergomi érsekké, a pápa bíborossá nevezett ki, jól látta, hogy a Ferdinánd által küldött erő elégtelen Erdély katonai biztosítására annak ellenére, hogy a helyi török erők első támadását az erdélyi rendek bandériumai és a császári hadsereg közös erővel visszaverték. György barát támogatta Ferdinándot, de óvatosságból a töröknek is befizette az éves adót. Ezt Ferdinánd árulásnak értelmezte, és utasítást adott megölésére. A Castaldo által megbízott merénylők 1551. december 17-én Alvincon végrehajtották az orgyilkosságot. A végrehajtás bizonyságául levágták a bíboros jellegzetesen szőrös fülét, amit Castaldo elküldetett Bécsbe. A római egyház bíborosának meggyilkolásáért a pápa felelősségre vonta Ferdinánd királyt, ő azonban a pogánnyal való összejátszással vádolta a megölt bíborost. Érvelését az egyházi vizsgálóbizottság elfogadta, és 1555-ben III. Gyula pápa a „Krisztusban legkedvesebb fiunknak, Ferdinánd római királynak parancsából” elkövetett gyilkosság valamennyi résztvevőjét felmentette, így Ferdinánd eséllyel nézhetett az 1556-os császárválasztás elé...
Az elvetélt egyesítési kísérletet a török megtorló hadjárata követte 1552-ben. Hadim Ali budai pasa és Kara Ahmed vezetésével elfoglalták Veszprémet, majd a kettévált sereg egy része Temesvárt (védője: Losonczy István), másik része pedig Drégely várát (védője: Szondy György) foglalta el. A hadak Szolnoknál egyesültek, ezt is elfoglalták (védője: Nyáry Lőrinc). Végül Eger ostrománál megtorpantak a török hadak. A Dobó István vezette vár ellenállt, és ennek a győzelemnek lélektani hatása a magyarokra óriási volt.

### Erdély elvesztése
Ferdinánd Erdélyt sem tudta megtartani sokáig, ugyanis 4 évvel később, 1556-ban a törökök kiszorították Castaldo császári csapatait, és ismét János Zsigmondot emelték a trónra. Néhány sikertelen tárgyalási kísérlet után a bécsi udvar megszakította a békés politikai kapcsolatot Erdéllyel. Pontosabban az erdélyieknek hamar elegük lett a német uralomból, mert a helytartó néhány év alatt szinte az összes magyar tisztségviselőt lecserélte németre.
1562-ben az ország középső részének visszafoglalásáról is lemondott egy időre, mert 8 évre szóló békét kötött Szulejmánnal, amelyben évi 30 000 dukát adó fizetésére kötelezte magát. Egész Magyarország megszerzéséért Ferdinánd hajlandó lett volna éves szinten 1 000 000 aranyat is fizetni a töröknek. Ehhez képest az Erdélyi Fejedelemség mindössze 10 000 aranyat kellett, hogy fizessen a Portának.

## Ferdinánd a német területeken
A német területeken addig fajult a katolikusok és a protestánsok közötti ellentét, hogy 1546-ban kitört a schmalkaldeni háború. Kitöréséhez V. Károly túlzott protestánsellenessége vezetett. Ferdinánd bátyja segítségére sietett. A döntő mühlbergi csatában fontos szerepet játszottak Ferdinánd magyar huszárjai. Itt végleg elbukott a protestáns német fejedelemségeket tömörítő schmalkaldeni szövetség. Jellemző ez a magyar hadviselésre, hogy külföldön sikereket arat, míg a haza megvédésénél a nemesek önnön érdekeiket nézik, és pártharcok osztják meg őket. Ferdinánd az, aki hosszú tárgyalások után, 1555-ben megkötötte Augsburgban a vallásbékét, és lezárta a háborúskodást. Károly ezután végleg lemondott minden hatalmáról, és a világtól elvonulva, egy kolostorban élte le hátralevő életét. 1558-ban öccsének engedte át a német-római császári címet, és fiára, Fülöpre hagyta Spanyolországot, a Nápolyi Királyságot, Németalföldet és az amerikai gyarmatokat. Ezzel a Habsburg-család is két ágra szakadt: Fülöp utódai a spanyol Habsburgok, Ferdinánd leszármazottai az osztrák Habsburgok.

## A dunai Habsburg Birodalom központosítása
Ferdinánd leginkább időtálló döntései között említik, hogy centralizálta a Habsburgok osztrák ágának közép-európai államkomplexumát.
Ferdinándhoz fűződik a birodalom hadügyi és pénzügyi rendszerének központosítása, az Udvari Haditanács, az Udvari Kamara, az Udvari Kancellária és a mind fölött álló Titkos Tanács felállítása. A magyar és cseh királyságok (a magyar és a cseh udvari kancelláriák), illetve az osztrák tartományok felett álló központosított csúcsszervek hatékonyabban tudtak pénzt gyűjteni és haderőt mozgósítani az Oszmán Birodalom ellen, mint a rendi gyűlések. A Ferdinánd és tanácsadó által felállított rendszer (kisebb módosításokkal) I. Lipót uralkodásáig változatlanul fennmaradt.
Ferdinánd kezdetektől fogva arra törekedett, hogy Magyarországot az osztrák tartományokhoz hasonlóan közvetlenül saját irányítása alá vonja, ezért 1533 és 1554 között egyáltalán nem nevezett ki nádort. Mindenesetre Ferdinánd alatt rögzült Magyarországon az a közigazgatási rendszer, amely évszázadokig változatlan maradt. Pozsonyban, az ország új fővárosában székelt a nádor és a Királyi Tanács, a fontos ügyeket azonban Bécsben tárgyalták meg.

## Halála

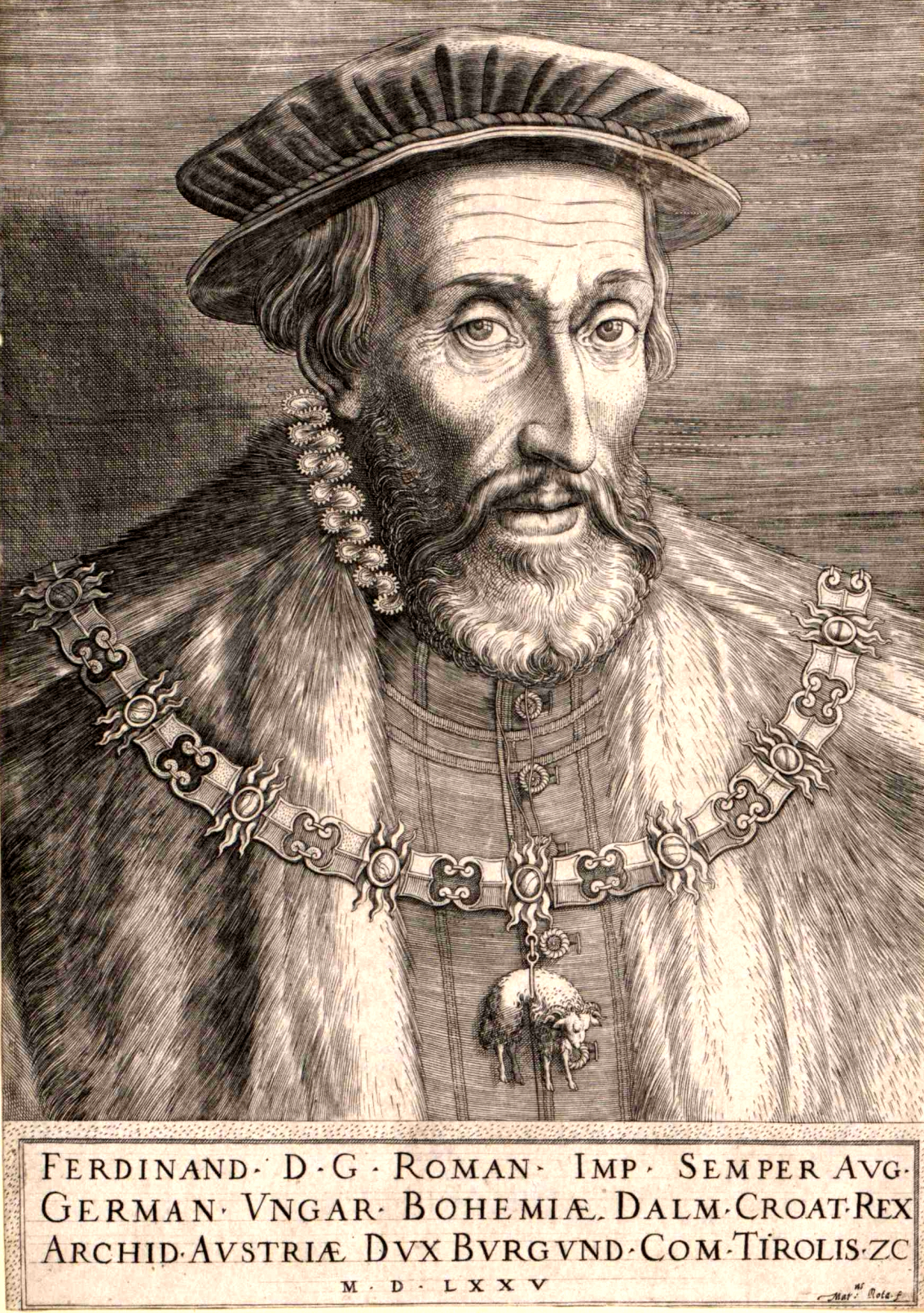
I. Ferdinánd Martin Rota metszetén

Ferdinánd császár legidősebb fiát, Miksa herceget (németül Maximiliant) 1563-ban koronáztatta meg. 1564. július 25-én halt meg Bécsben, 61 éves korában. Uralkodói nagyságát még ellenfele, Szulejmán szultán is elismerte:
„Benne valóban igazságos, becsületes fejedelmet vesztettek népei” – mondta, amikor hírt kapott Ferdinánd császár haláláról (akit ő maga egyébként csak „bécsi királynak” ismert el).
Sokan Ferdinánd hibájául róják fel, hogy nem tudta a Magyar Királyság egységét megvédeni – ebben része volt bátyjának, V. Károlynak, aki az összbirodalmi érdekek alapján hozta meg politikai és katonai döntéseit és irányította öccsét is – viszont Ferdinánd katonai intézkedései, és anyagi segítsége nélkül az egész Magyar Királyság a Duna-Tisza közének sorsára juthatott volna. Testét a prágai Szent Vitus-székesegyházban helyezték örök nyugalomra.

## Emlékezete
- Az 1968-ban bemutatott Egri csillagok című magyar történelmi filmben Várkonyi Zoltán alakította Ferdinánd király szerepét.

## Családja
Ferdinánd Linzben, 1521. május 26-án vette feleségül a Jagelló-házból származó Anna magyar és cseh királyi hercegnőt, II. Ulászló magyar és cseh király és Candalei Anna királyné elsőszülött gyermekét. Házasságukból tizenöt gyermek született, ebből tizenhárman érték meg a felnőttkort. Gyermekeik közül került ki a későbbi Miksa magyar király (II. Miksa császár) is.
- Erzsébet (1526–1545), II. Zsigmond Ágost lengyel király első felesége, gyermekeik nem születtek.
- Miksa (1527–1576) magyar és cseh király, II. Miksa néven német-római császár, felesége Habsburg Mária, tizenöt gyermekük született.
- Anna (1528–1590), V. Albert bajor herceg felesége, hét gyermekük született.
- Ferdinánd (1529–1595), Felső-Ausztria uralkodó főhercege, kétszer házasodott, összesen nyolc gyermeke született.
- Mária (1531–1581), III. Vilmos, Jülich, Kleve és Berg hercegének második felesége, hét gyermekük született.
- Magdolna (1532–1590), apáca volt.
- Katalin (1533–1572), II. Zsigmond Ágost lengyel király harmadik felesége, nem születtek gyermekeik.
- Eleonóra (1534–1594), I. Vilmos mantovai herceg felesége, három gyermekük született.
- Margit (1536–1567), apáca volt.
- János (1538–1539), fiatalon elhunyt.
- Borbála (1539–1572), II. Alfonz modenai herceg felesége, nem születtek gyermekeik.
- Károly (1540–1590), osztrák főherceg, felesége Wittelsbach Mária Anna, tizenöt gyermekük született, köztük a későbbi II. Ferdinánd német-római császár.
- Orsolya (vagy Ursula) (1541–1543), fiatalon elhunyt.
- Ilona (1543–1574), apáca volt.
- Johanna (1547–1578), I. Ferenc toszkánai nagyherceg felesége, nyolc gyermekük született.